# Burhan Sönmez
Burhan Sönmez (Büyükkonakgörmez (Haymana), 1965) is een Turkse schrijver van Koerdische afkomst. 
Sönmez werd geboren in Büyükkonakgörmez, een klein dorpje in Haymana, een plattelandsdistrict in het zuiden van Ankara. Zijn middelbare school volgde hij in  Polatlı. Sönmez heeft een aantal jaren in ballingschap in het Verenigd Koninkrijk geleefd.
Zijn eerste roman, Kuzey (Nederlands: Noord), verscheen in 2009. Zijn tweede roman, Masumlar (De onschuldigen), verscheen in 2011. Zijn derde roman, Istanbul Istanbul, verscheen in 2015. ‘’ Labyrinth ’’, zijn vierde roman, verscheen in 2018. In 2021 verscheen zijn vijfde roman, Taş ve Gölge (Steen en Schaduw). 
In september 2021 werd Sönmez benoemd tot voorzitter van de internationale schrijversorganisatie "PEN International".

## Romans
- Kuzey (2009),
- Masumlar (2011)
- Istanbul Istanbul (2015)
- Labyrinth (2018)